# Alicante (tỉnh)
Alicante (tiếng Tây Ban Nha: [aliˈkante]), hay Alacant (tiếng Valencia: [alaˈkant]), là một tỉnh miền đông Tây Ban Nha, tại miền nam Cộng đồng Valencia. Thành phố lớn thứ hai và ba (Alicante và Elche) Valencia nằm trong tỉnh này.
Alicante giáp với Murcia về phía tây nam, Albacete về phía tây, Valencia về phía bắc, và Địa Trung Hải về phía đông. Tên tỉnh lấy theo tên thủ phủ, Alicante.

## Dân cư và lãnh thổ

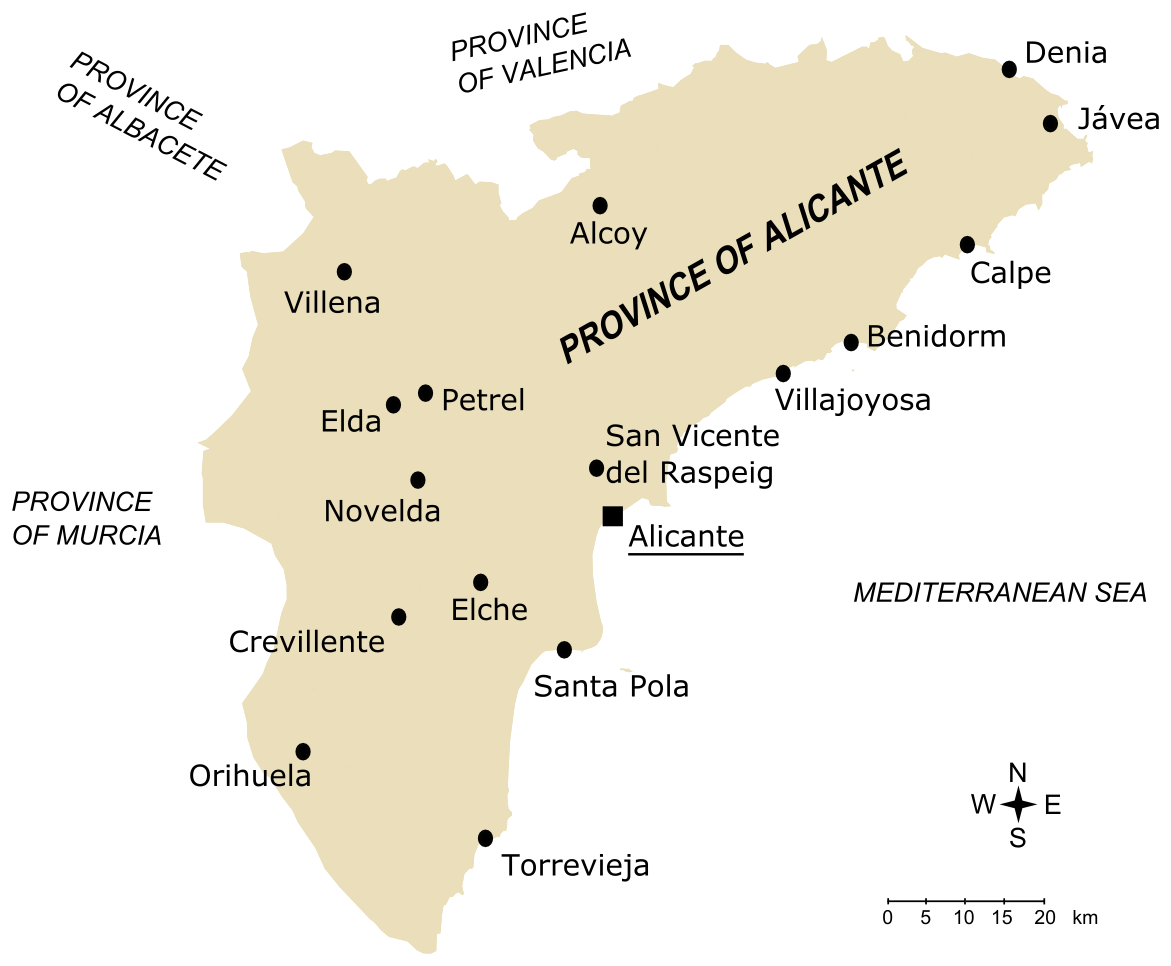
Những điểm dân cư chính trong tỉnh Alicante

Theo thống kê dân số 2018, Alicante đứng thứ 4 về dân số trong các tỉnh Tây Ban Nha (sau Madrid, Barcelona và Valencia), với 1.838.819 người. Những thành phố hơn 50.000 dân trong tỉnh là Alicante (334.757), Elche (230.112), Torrevieja (101.792), Orihuela (86.164), Benidorm (71.034), Alcoy (61.552), Elda (55.168), và San Vicente del Raspeig (53.126).
Tỉnh có tỷ lệ người ngoại quốc cao nhất nước. Tổng cộng 446.368 người ngoại quốc được ghi nhận, chiếm 23,6% dân số. Trong số 141 municipio cấu thành tỉnh, số người nước ngoài đạt trên 25% trong 54 municipio, trên 50% trong 19 municipio (San Fulgencio (80%), Rojales (74%), Benitatxell (69,8%), Algorfa (69.7%), Llíber (67%), Teulada (65,5%), Daya Vieja (64.4%); San Miguel de Salinas (64,3%), Calp (62,8%), Els Poblets (61,6%), Alcalalí (60,8%), Benijófar (58,5%), L'Alfàs del Pi (56,6%), Orba (55%), Xàbia (54%), Torrevieja (53,5%), Murla (52%), Fondó (51,7%), Benidoleig (50%)).
Alicante là tỉnh duy nhất có ba vùng đô thị—Alicante–Elche, Elda–Petrer và Benidorm—tuy chỉ một (Alicante–Elche) nằm trong số mười vùng đô thị lớn nhất. Alicante rộng 5.816,5 km², mật độ dân số 313,8 người/km².

### Địa lý

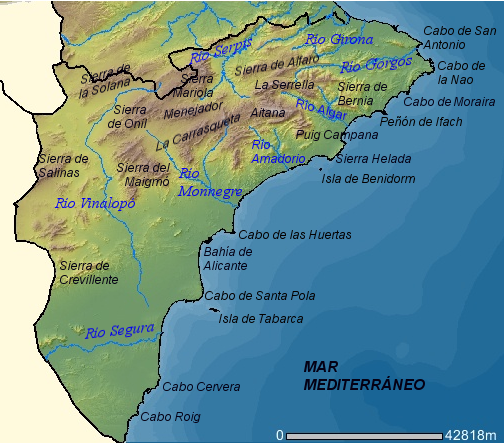
Bản đồ địa lý Alicante

Đây là tỉnh nhiều núi non, nhất ở miền bắc và tây, còn miền nam khá bằng bằng phẳng; những điểm cao nhất là đỉnh Aitana (1.558 m), Puig Campana (1.410 m), Montcabrer (1.389 m), Carrascar de la Font Roja (1.354 m), Maigmó (1.296 m), Serra de Crevillent (835 m) và El Montgó (753 m). Tất cả đều thuộc Cordilleras Béticas.
Đường bờ biển kéo dài từ Cap de la Nau cho đến gần tới Mar Menor. Về nguồn nước, do trời ít mưa nên không có con sông lớn nào, hầu như chỉ có rambla, sông có nước mỗi mùa mưa.
Những dòng nước đáng kể gồm Vinalopó, Serpis, Segura.